# Aedophron pallida
Aedophron pallida är en fjärilsart som beskrevs av Leo Schwingenschuss 1938. Aedophron pallida ingår i släktet Aedophron och familjen nattflyn. Inga underarter finns listade i Catalogue of Life.